# راي مانلي
راي مانلي (بالإنجليزية: Ray Manley)‏ هو مصور أمريكي، ولد في 4 سبتمبر 1921، وتوفي في 15 يوليو 2006.